# Leoncarlo Settimelli
Leoncarlo Settimelli (Lastra a Signa, 14 gennaio 1937 – Roma, 26 aprile 2011) è stato un giornalista, cantautore e critico musicale italiano.

## Biografia
Figlio di un antifascista condannato al confino, dopo la Seconda guerra mondiale si trasferisce a Roma dove lavora come operaio e poi come giornalista a l'Unità, alle pagine sportive e in seguito a quelle culturali.
Si interessa alla canzone popolare e politica, sia come critico musicale, sia come musicista: fonda a Roma insieme a Marco Ligini, Elena Morandi, Laura Falavolti, Adria Mortari e altri, il Canzoniere dell'Armadio, poi Canzoniere Internazionale dell'Armadio, divenuto infine Canzoniere Internazionale, da lui diretto. Il gruppo viene pubblicato nella collana folk della Fonit Cetra.
Tra gli spettacoli a cui ha dato vita si ricordano: Canti anarchici, Vita, profezie e morte di Davide Lazzaretti, Cittadini e contadini e L'ingiustizia assoluta.
Insieme a Giancarlo Governi, per la televisione Settimelli ha realizzato biografie di Domenico Modugno, Luciano Pavarotti e Gabriella Ferri.

## Discografia

### 33 giri da solista
- 1968: Ogni giorno in piazza (DNG, GLP-81024)
- 1980: Uomo primitivo (I Dischi Della Rosa, LP 841)

### 45 giri da solista
- 1968: Comandante Che Guevara/La festa dell'Unità (Moon, GNP-NP 79027)
- 1968: Ballata per Ho-Chi-Minh/Ci siam spezzati le mani (Moon, GNP-NP 79028)

### 33 giri con il Canzoniere Internazionale
- 1971: Il bastone e la carota (I Dischi dello Zodiaco, VPA 8132)
- 1971: Cittadini e contadini (I Dischi dello Zodiaco, VPA 8135)
- 1972: Canta Cuba Libre (I Dischi dello Zodiaco, VPA 8139)
- 1972: Questa grande umanità ha detto basta (I Dischi dello Zodiaco, VPA 8142)
- 1973: Gli anarchici 1864/1969 (Fonit-Cetra, LPP 212 –213)
- 1974: Siam venuti a cantar maggio (Fonit-Cetra, LPP 261)
- 1976: Vita profezie e morte di Davide Lazzaretti detto il nuovo Messia (Fonit-Cetra, LPP 300)
- 1976: C'è una bella famigliola (Fonit-Cetra, LPP 317)

### 45 giri con il Canzoniere Internazionale
- 1975: Addio a Lugano/Canzone per Giuseppe Pinelli (Fonit-Cetra, SP 1599)
- 1975: Siam venuti a cantar maggio/O montagnola (Fonit-Cetra, SP 1601)

### Partecipazioni (con il Canzoniere Internazionale)
- 1974: Rote lieder - 4º Festival des politischen liedes ( Eterna/VEB Deutsche Schallplatten; album pubblicato in Germania Est, il Canzoniere Internazionale esegue con il Duo di Piadena il brano Alla mattina con la luna)

## Opere
- Canti anarchici, a cura di e con Laura Falavolti, Roma, La nuova sinistra, 1972.
- Canti socialisti e comunisti, a cura di e con Laura Falavolti, Roma, La nuova sinistra-Savelli, 1973.
- L'ammazzapreti. Canti satirici anticlericali, a cura di e con Laura Falavolti, con disco LP, Roma, La nuova sinistra, 1973.
- Canti rivoluzionari portoghesi, a cura di e con Laura Falavolti, Roma, Newton Compton, 1977.
- Tutto Sanremo, Roma, Gremese, 1991. ISBN 88-7605-551-7.
- Il ballo, Roma, Gremese, 1992. ISBN 88-7605-700-5.
- Bella mi'Santa Fiora. Il folclore nel paese degli Aldobrandeschi e degli Sforza. Canti popolari dell'Amiata, raccolti e annotati da, Santa Fiora, amministrazione comunale, 1995.
- Mister Volare. Il romanzo di Domenico Modugno, con Giancarlo Governi, Roma, Editoriale Pantheon, 1995.
- Nato con la camicia. Mario Carotenuto dall'avanspettacolo a Brecht, con Giancarlo Governi, Venezia, Marsilio, 1997. ISBN 88-317-6703-8.
- Dal profondo dell'inferno. Canti e musica al tempo dei lager, Venezia, Marsilio, 2001. ISBN 88-317-7840-4.
- L'allenatore errante. Storia dell'uomo che fece vincere cinque scudetti al Grande Torino, Civitella in Val di Chiana, Zona, 2006. ISBN 88-89702-20-6.
- Il '68 cantato (e altre stagioni), Civitella in Val di Chiana, Zona, 2008. ISBN 978-88-95514-18-5.
- La ragione e il sentimento. Ritratto di Nilde Iotti, Roma, Castelvecchi, 2009. ISBN 978-88-7615-350-1.
- Le parole dei lager. Dizionario ragionato della Shoah e dei campi di concentramento, Roma, Castelvecchi, 2010. ISBN 978-88-7615-371-6.
- Claudio Villa. Il romanzo di una voce, con Giancarlo Governi, Roma, Armando Curcio, 2011. ISBN 978-88-97508-03-8.